# Sinaptotagmina

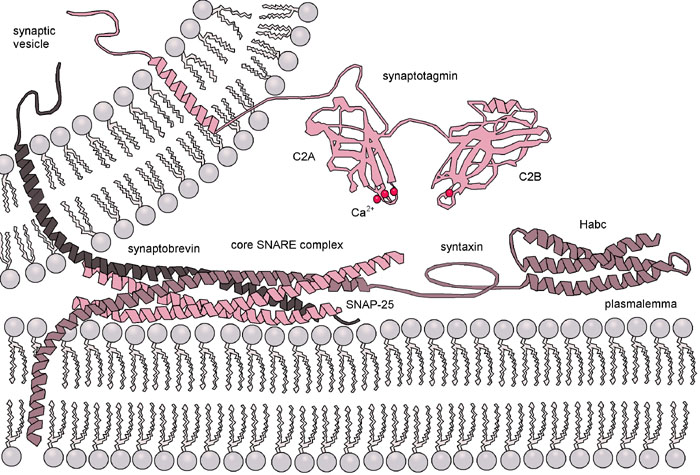
O mecanismo molecular que regula a exocitose durante a liberação de neurotransmissores.

Synaptotagminas são um grupo de 15 proteínas de  membrana caracterizadas por uma região N-terminal transmembranar (do inglês, TMR), uma região variábel e domínios C2 C-terminais (C2A e C2B). Há outros grupos de proteínas (nominalmente Ferline, E-Syts, MCTPs, RIMs, Munc13s e B/K) que possuem domínios C2, sendo esses aparentados com as sinaptotagminas.

## Função
Com base em sua distribuição no cérebro/sistema endócrino e suas propriedades bioquímicas (em especial a capacidade de ligação à cálcio dos domínios C2 de certas sinaptotagminas), essas proteínas tem como função proposta a detecção do nível de cálcio para regulação da liberação de neurotransmissores e para secreção hormonal. Apesar das sinaptotagminas compartilharem um domínio estrutural semelhante e um alto grau de homologia nos domínios C2, nem todas as sinaptotagminas são capazes de fazer ligação com cálcio. Na verdade, apenas 8 das 15 são capazes de tal feito. As sinaptotagminas ligantes de cálcio são as de número 1,2,3,5,6,7,9 e 10.
As sinaptotagminas que se ligam à cálcio agem como sensores de Ca2+ e estão envolvidas em:
- (i) O acoplamento inicial das vesículas sinápticas à membrana pré-sináptica através de interação com  neurexina[2] ou SNAP-25[3]

- (ii) Etapas tardias do processo de fusão da vesícula sináptica com a membrana pré-sináptica evocado por Ca2+.[4][5][6]

A ligação da sinaptotagmina ligada à cálcio ao complexo SNARE inibe o efeito de prensa da complexina, permitindo a fusão de vesículas e a continuação do processo de exocitose.